# Difensore (calcio)

Lo schema del 4-4-2, con i difensori evidenziati in blu

Il difensore è il calciatore con l'obiettivo di proteggere la propria squadra dall'offensiva avversaria.

## Ruolo e caratteristiche
Tra i compiti affidati agli elementi del pacchetto arretrato (schierati a ridosso dell'area di rigore costituendo pertanto l'ultima linea prima del portiere) rientrano la marcatura e contrasto degli avversari, l'attuazione del pressing e il recupero di palloni volto a favorire la ripartenza in contropiede; in base alla tattica adottata (ovvero il controllo di un singolo avversario o la copertura di una specifica porzione di campo) il sistema difensivo è rispettivamente chiamato «a uomo» e «a zona». Comune è il ricorso a uno schieramento volto a far scattare il fuorigioco, vanificando in tal modo l'azione d'attacco avversaria.
Le caratteristiche del difensore includono la prestanza fisica e tecnica, l'abilità nel gioco aereo e in fase d'interdizione, la «pulizia» nei contrasti per non incappare nel fallo.

## Evoluzione e posizioni

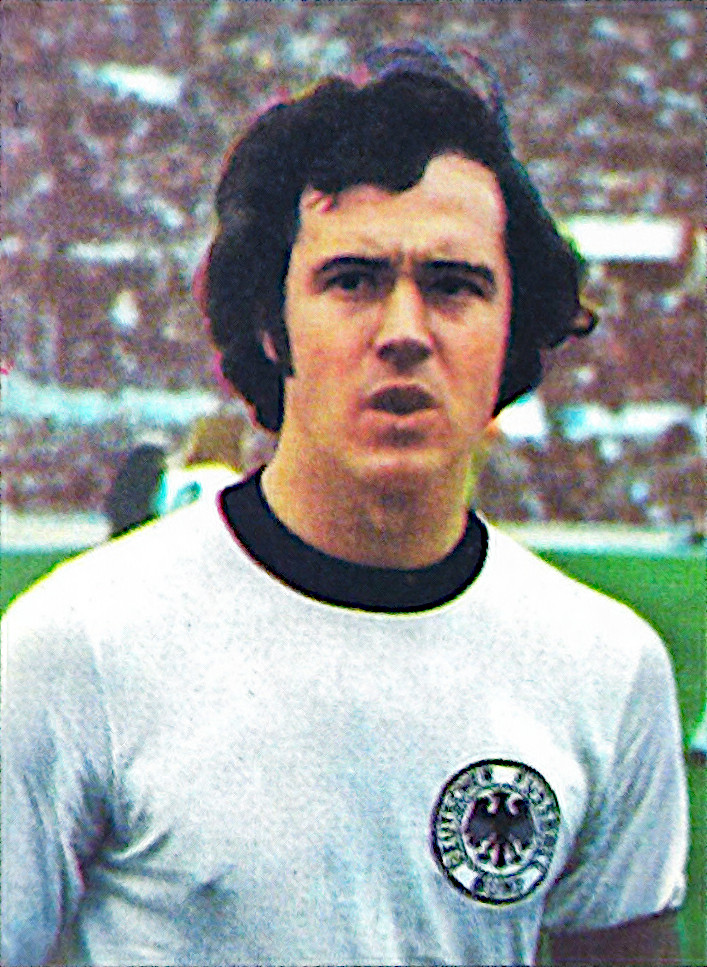
Il tedesco Franz Beckenbauer, primo difensore a vincere il Pallone d'oro

L'evoluzione del gioco ha inciso in maniera significativa sul ruolo della retroguardia, scardinandone una tradizionale composizione di «baluardi» (spesso associata al "catenaccio", con terzini e stopper rispettivamente incaricati della marcatura di ali e centravanti avversario) in favore di elementi capaci di un maggior contributo alla manovra (accorgimento passato alla storia con il nome di costruzione dal basso) e nel supporto all'azione offensiva tramite, per esempio, la spinta operata dai difensori lungo le fasce ("sovrapposizione"), l'avanzamento di questi nell'area avversaria per tentare la via del gol sugli sviluppi di calci piazzati e traversoni compiuti al fine di servire le punte.

### Terzino
Definito anche difensore laterale, agisce in corrispondenza della fascia esterna. In aggiunta all'applicazione della diagonale, l'apporto dei laterali difensivi è inoltre richiesto in fase di spinta tramite l'avanzamento lungo la fascia e compiendo cross nella trequarti.
Con il laterale destro inizialmente relegato al contrasto delle punte avversarie (e denominato, in ragione di ciò, «terzino marcatore») al difensore sinistro erano concesse maggiori libertà offensive, fatto che ne comportò la rinomina in «fluidificante».

### Difensore centrale
È schierato nel mezzo della retroguardia; originariamente chiamato stopper, era incaricato di marcare il centravanti della formazione opposta, in seguito divenne punto di riferimento dell'impianto difensivo con il suo contributo richiesto anche in termini d'impostazione e costruzione del gioco.
Talora definito "regista arretrato" presentando un profilo e bagaglio tecnico maggiormente affine al centrocampista, può inoltre posizionarsi alle spalle dei compagni di reparto ricalcando le mansioni tradizionalmente affidate al libero.

### Libero
Abbreviazione del nome completo "libero da marcature", è un difensore sollevato dai canonici compiti di contrasto per orchestrare invece i movimenti della retroguardia e intervenire in seconda battuta su eventuali avversari sfuggiti alla guardia dei compagni. A un crescente ricorso alla «zona» (in particolare nel XXI secolo) è corrisposto il progressivo decadimento del ruolo, fatto ascrivibile dal punto di vista tattico alla posizione arretrata che costituisce un ostacolo all'applicazione del fuorigioco.
Sia pur con modalità differenti il tradizionale stile di gioco del libero (comprendente, tra l'altro, l'organizzazione del reparto arretrato e l'avvio della ripartenza) è successivamente confluito nell'azione del centrale difensivo e financo del portiere.
Per quanto riguarda la numerazione,  cioè tipicamente la maglia numero 4, nel gioco a zona il libero si è gradualmente trasformato nel mediano difensivo posto davanti alla difesa anziché dietro, così da facilitare la tattica del fuorigioco. Invece nel metodo classico il centromediano metodista si vedeva assegnata la maglia numero 5, che invece nel gioco a zona appartiene allo stopper.